# Utteröd
Utteröd är en tidigare småort i Eslövs kommun i Skåne län belägen i Holmby och Hammarlunda socknar. 2015 hade folkmängden minskat och småorten upplöstes.